# Bataille rangée

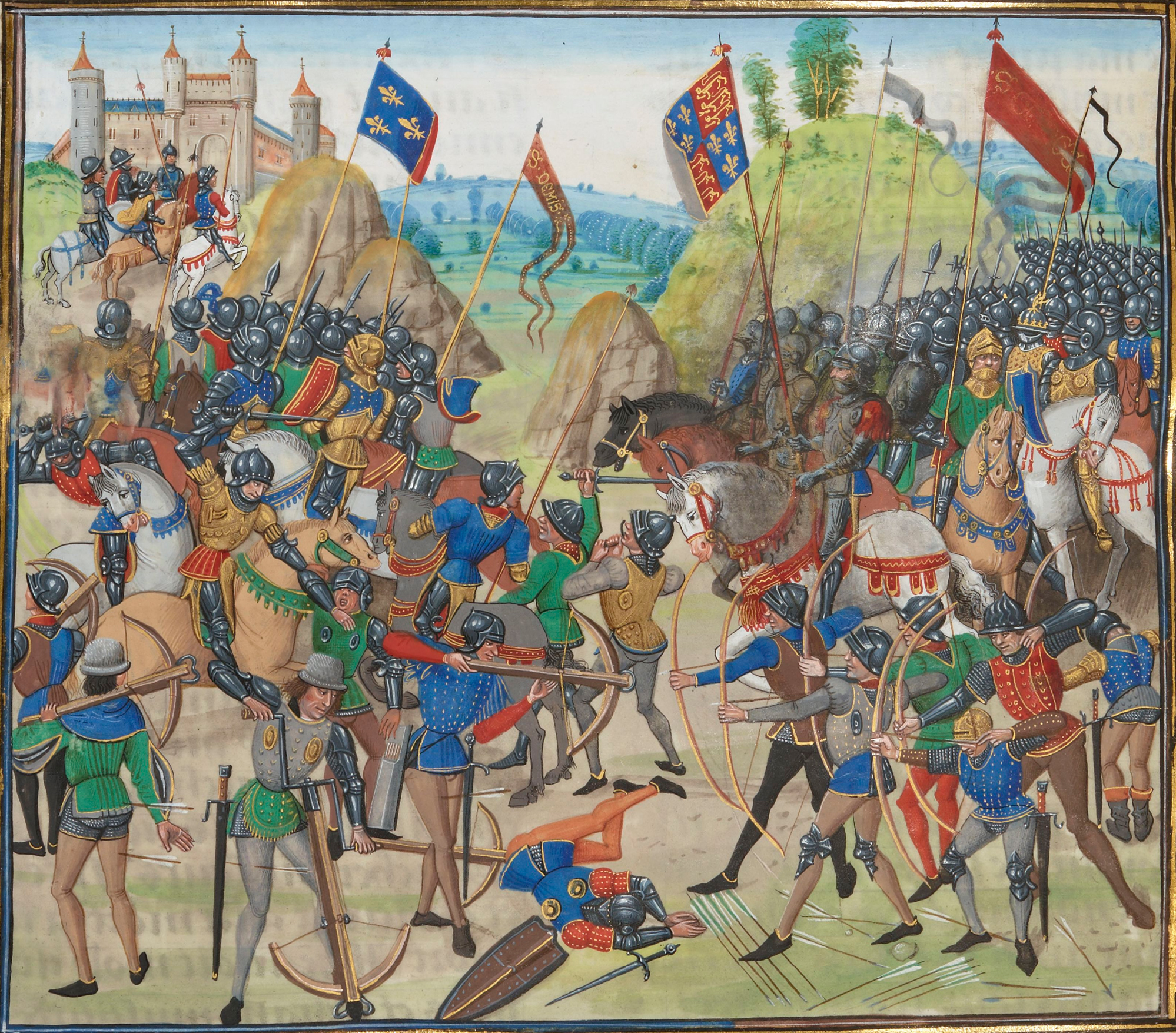
La bataille de Crécy.

Une bataille rangée est une bataille où les deux parties se battent à un endroit choisi et de temps à autre ont la possibilité de se désengager, soit avant le début de la bataille, soit peu après les premiers échanges armés,.

## Histoire
Au Moyen Âge, la majorité des opérations militaires consistent à éviter la bataille rangée à l'issue incertaine : guerres de siège et courses (appelées saillies, ces chevauchées dans la campagne visent à surprendre l'ennemi dans des escarmouches, des embuscades ou effectuer des razzias) lui sont préférées, permettant d'affaiblir militairement (perte d'hommes, de matériel) et économiquement (demande de rançons, sacs, pillages) l'adversaire. La bataille rangée est souvent très courte (une dizaine de minutes) et peu meurtrière, la majorité des morts ayant lieu pendant la poursuite des fuyards.

## Types de combattants
Il existe trois types de combattants :
- cavalerie montée constituée de petits groupes tactiques appelés « conrois » commandés par un seigneur ;
- cavalerie démontée : combat à pied des cavaliers, le cheval étant trop vulnérable aux flèches ;
- infanterie disposée en ligne de front, en cercle ou en bloc.